# Volmertjärnarna (Tärna socken, Lappland, 728649-150899)
Volmertjärnarna är en sjö i Storumans kommun i Lappland och ingår i Umeälvens huvudavrinningsområde. Volmertjärnarna ligger i Vindelfjällen Natura 2000-område.